# Ludwig II. von Frohburg
Ludwig II. von Frohburg, genannt Garewart, war von 1164 bis im März 1179 Bischof von Basel.
Ludwig II. von Frohburg war einer der Söhne von Graf Adalbero I. von Frohburg (erw. ab 1095; † zwischen 1146 und 1152) und der Sophia, einer mutmasslichen Tochter des Grafen Rudolf von Lenzburg. Im Jahr 1145 erstmals erwähnt, war er Kirchenvogt von Onoldswil (heute Niederdorf und Oberdorf im Waldenburgertal). 1164 wurde er als Nachfolger seines Verwandten Ortlieb von Frohburg zum Bischof von Basel gewählt. Wahrscheinlich um 1167 erhielt er von Gegenpapst Paschalis III. die Bischofsweihe. Weil sich das Domkapitel darüber beschwerte, dass er Kirchengüter verschwendet habe, beschränkte Kaiser Friedrich I. Barbarossa 1174 seine Amtsbefugnisse. Schliesslich wurde er im März 1179 vom Dritten Laterankonzil als Bischof von Basel wegen Simonie abgesetzt.